# Torre d'Abbacurrente
La Torre d'Abbacurrente és una torre de guaita situada sobre un sortint rocós de la costa a l'est de Port de Torres, a l'illa de Sardenya (Itàlia). El nom prové del lloc on està situada, amb la platja homònima, que actualment s'anomena Platamona.
Construïda entre 1572 i 1577, té forma troncocònica, amb una estructura senzilla feta amb pedra calcària. De 10 metres d'alçada, disposava d'una sola planta, amb accés a uns 4 metres del terra. Al terrat s'hi accedia a través d'una trapa. Acollia una petita guarnició, d'un comandant i dos soldats, que mantenien contacte visual amb les torres del golf d'Asinara.
Deteriorada per les onades del mar, va ser reparada el 2009, però la seva base segueix en perill d'erosió.